# Biserica de lemn din Camăr
Biserica de lemn din Camăr se află în localitatea omonimă din județul Sălaj. Din punct de vedere constructiv această biserică de lemn se distinge de toate celelalte biserici de lemn cunoscute în Sălaj și se poate asocia doar cu bisericile de lemn în căței din Banat și cu o biserică asemănătoare din Păușa în județul Bihor. Se presupune că biserica a fost ridicată între sfârșitul secolului 17 și începutul secolului 19. Biserica se află pe noua listă a monumentelor istorice sub codul LMI: SJ-II-m-A-05030.

## Istoric și trăsături
Biserica a fost construită, se pare, în anul 1780, de meșterul Alexa Mocanu, și a fost folosită de comunitate până în anul 1958 când a fost construită o biserică nouă de cărămidă, aflată la o distanță de 80 de metri. Ultima reparație capitală a fost efectuată între anii 1975-1979.
Este compusă din pronaos, naos și absidă poligonală nedecroșată. Acoperișul este din șindrilă în două ape, turnul este scund și nu mai seamănă cu cel original, care s-a rupt în anul 1944. Absida altarului este boltită printr-o cupolă, formată din șase felii, susținute de tot atâtea nervuri încheiate printr-o cheie de boltă. 
Biserica nu mai este folosită pentru serviciul religios, iar lucrurile de valoare au fost mutate în biserica nouă: cele două clopote, icoane pe sticlă și pânză și cărțile de cult procurate la începutul secolului al XX-lea.